# Ichneumon clarimontis
Ichneumon clarimontis là một loài tò vò trong họ Ichneumonidae.